# ブローニュ＝ジャン・ジョレス駅
ブローニュ＝ジャン・ジョレス駅 (ブローニュ＝ジャン・ジョレスえき、仏：Boulogne — Jean Jaurès) は、フランス・パリ南西のブローニュ＝ビヤンクールにあるメトロ10号線 (地下鉄) の駅。10号線は、この駅で2つに分岐し、東方へ向かう。

## 概要
ブローニュ＝ジャン・ジョレス駅は、パリの地下鉄メトロ10号線の駅。10号線は、この駅で、北側の分岐線と南側の分岐線の二つに分岐し、東方のオステルリッツ駅方面に向かう。なお、北側の分岐線は、西方のブローニュ＝ポン・ド・サン＝クル駅方面への一方通行であり、南側の分岐線は、東方のオステルリッツ駅方面への一方通行となっている。
パリ南西にあるブローニュ＝ビヤンクールの北部にあり、ジャン＝ジョレス大通りとシャトー通りの交差点に位置している。
1980年10月3日、10号線の駅として開業した。駅名の「ジャン・ジョレス」は、駅のあるジャン＝ジョレス大通り （Boulevard Jean-Jaurès）に由来している。

## 歴史
- 1980年10月3日、メトロ10号線の駅として開業。

## 隣の駅
パリメトロ
10号線
この駅から、北側の分岐線（西方のブローニュ＝ポン・ド・サン＝クル駅方面への一方通行）と南側の分岐線（東方のオステルリッツ駅方面への一方通行）に分岐する。
北側の分岐線 : ブローニュ＝ポン・ド・サン＝クル駅 （Boulogne — Pont de Saint-Cloud） - ブローニュ＝ジャン・ジョレス駅 ← ポルト・ドートゥイユ駅 （Porte d'Auteuil）
南側の分岐線 : ブローニュ＝ポン・ド・サン＝クル駅 （Boulogne — Pont de Saint-Cloud） - ブローニュ＝ジャン・ジョレス駅 → ミケランジュ＝モリトール駅 （Michel-Ange — Molitor）